# Modello di Hotelling
Il modello di Hotelling è un modello di duopolio con due imprese che vendono il medesimo bene, ma con dei consumatori che non sostengono i medesimi costi di trasporto per acquistare il bene. Le due imprese possono quindi praticare dei prezzi differenti. La variabile strategica è dunque il prezzo che l'impresa fissa allo scopo di massimizzare il profitto, tenendo conto della reazione dell'altra impresa. Il modello di Hotelling può essere considerato un modello di localizzazione spaziale delle imprese o di localizzazione del prodotto fra la gamma di tutti i prodotti di un'industria.

## Il modello
Hotelling considera il caso di due negozi A e B che si trovano su una strada rettilinea lunga L chilometri. A si trova ad {\displaystyle a} chilometri dall'inizio della strada e B a {\displaystyle b} chilometri dalla fine della strada:
{\displaystyle \vert --^{a}--A\overbrace {-----} ^{x}-------------------B--^{b}--\vert }
I due negozi vendono un bene omogeneo il cui prezzo è di {\displaystyle u} $ l'unità. I consumatori sono distribuiti uniformemente lungo la strada a ragione di un consumatore al chilometro. Ogni consumatore acquista un'unità del bene e sceglie il negozio tenendo conto del prezzo di vendita e del costo di trasporto che è di {\displaystyle c} $ al chilometro. Abbiamo dunque un caso di duopolio con dei beni differenziati dalle spese di trasporto.
Nel caso di un medesimo prezzo, A avrebbe i consumatori alla sua sinistra e la metà dei consumatori tra A e B. Nel caso generale la ripartizione dipende dai prezzi praticati da A e da B.
Sia {\displaystyle x} la distanza tra A e un consumatore che si trova tra A e B (vedasi grafico). Se {\displaystyle d} è la distanza tra A e B, il consumatore andrà indifferentemente da A o da B quando:
{\displaystyle p_{A}+cx=p_{B}+c(d-x)}
dove {\displaystyle p_{A}\,,\,p_{B}} sono i prezzi di vendita rispettivi dei due negozi e {\displaystyle \vert p_{B}-p_{A}\vert \leq cd}. Si ottiene:
{\displaystyle x={\frac {p_{B}-p_{A}}{2c}}+0.5d}
I profitti dei due negozi sono allora:
{\displaystyle \Pi _{A}=(a+x)(p_{A}-u)\quad ;\quad \Pi _{B}=(b+d-x)(p_{B}-u)}
L'equilibrio di Nash - Cournot è ottenuto utilizzando le due curve di reazione (o di miglior risposta):
{\displaystyle {\frac {\partial \Pi _{A}}{\partial p_{A}}}=0\to p_{A}=0.5[p_{B}+u+c(2a+d)]}
{\displaystyle {\frac {\partial \Pi _{B}}{\partial p_{B}}}=0\to p_{B}=0.5[p_{A}+u+c(2b+d)]}
L'incontro delle due curve dà la soluzione (Hotelling suppone che u=0, come Cournot con l'acqua minerale):
{\displaystyle p_{A}=u+c[L+{\frac {1}{3}}(a-b)]}
{\displaystyle p_{B}=u+c[L-{\frac {1}{3}}(a-b)]}
Hotelling constata che il profitto di A aumenta se si avvicina a B (cioè quando {\displaystyle a} aumenta). I due negozi hanno quindi interesse ad avvicinarsi. Hotelling suggerisce che ciò spiega anche la tendenza all'uniformazione dei prodotti o dei programmi dei partiti politici (differenza tra Democratici e Repubblicani).
Non bisogna però che i due negozi siano troppo vicini poiché allora si arriva al modello di Bertrand con un prezzo d'equilibrio uguale al prezzo di costo e un profitto nullo. Se {\displaystyle a=b} e {\displaystyle L>2} a, allora A non può andare più in là del primo quarto della strada. Se, come nell'esempio di Hotelling, {\displaystyle b=1} e {\displaystyle L=35}, allora A può andare fino a circa il chilometro 10. Non può andare fino alla metà della strada.
Se i costi di trasporto sono quadratici, A ha interesse ad allontanarsi da B (differenziazione dei prodotti).
Hotelling dimostra pure che se si vuole minimizzare i costi di trasporto allora i due negozi devono trovarsi al primo e al terzo quarto della strada. La soluzione del duopolio non è un ottimo sociale.